# Sonet 94 (William Szekspir)

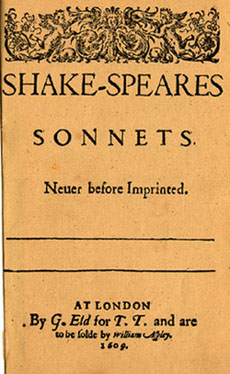
Strona tytułowa pierwszego wydania sonetów Shakespeare’a

Sonet 94 (Kto mogąc gardzić nie okaże wzgardy) – jeden z cyklu sonetów autorstwa Williama Shakespeare’a. Po raz pierwszy został opublikowany w 1609 roku. Należy do najtrudniejszych do zinterpretowania dzieł pisarza ze Stratfordu.

## Treść
W sonecie tym podmiot liryczny, który przez niektórych badaczy jest utożsamiany z autorem, opowiada o osobie, której dane są nadludzkie możliwości do gardzenia innymi. Jego boskość objawia się także w inny sposób:
Ten, że go słusznie niebo łaską darzy
Skarbów Natury przed strwonieniem strzeże

Zakończeniem utworu jest przestroga dla tajemniczego młodzieńca:
Zło rzecz najsłodszą przemienia w niemiłą
Lepiej chwast wąchać niźli lilię zgniłą.

## Forma
Utwór wykazuje budowę typową dla Sonetów Szekspira. Jest napisany pentametrem jambicznym, czyli sylabotonicznym dziesięciozgłoskowcem, w którym akcenty padają zasadniczo na parzyste sylaby wersu. Wiersz rymuje się abab cdcd efef gg. Ten sposób rymowania sonetu nazywa się szekspirowskim.